# Frederick Copleston
Frederick Charles Copleston S.I. (Taunton, 10 aprile 1907 – Londra, 3 febbraio 1994) è stato un presbitero, gesuita, storico della filosofia e filosofo britannico, conosciuto principalmente per l'influente serie di volumi intitolata A History of Philosophy, pubblicata dal 1946 al 1975.
Fellow della British Academy, Copleston raggiunse un certo grado di popolarità nei media per aver discusso dell'esistenza di Dio con Bertrand Russell in una celebre trasmissione della BBC del 1948; l'anno successivo dibatté il positivismo logico e la significatività del linguaggio religioso con il filosofo analitico A.J. Ayer, suo amico.

## Biografia
Frederick Charles Copleston nacque il 10 aprile 1907 a Claremont nella parrocchia di Trull, vicino a Taunton nel Somerset, in Inghilterra, figlio maggiore di Frederick Selwyn Copleston (1850–1935), giudice dell'Alta Corte di Rangoon, in Birmania, e della sua seconda moglie, Norah Margaret Little. Era un membro della famiglia dei Copleston, signori del maniero di Copleston nel Devon fino al 1659, uno dei più antichi di quella contea secondo una rima tradizionale tramandata da John Prince (morto nel 1723):
Crocker, Cruwys, and Coplestone,
When the Conqueror came were at home.
Frederick Copleston crebbe in un ambiente anglicano. Suo zio Reginald Stephen Copleston era il vescovo anglicano di Calcutta; un altro zio, Ernest Copleston , era il vescovo anglicano di Colombo, nello Sri Lanka.
Copleston studiò al Marlborough College dal 1920 al 1925. All'età di diciotto anni si convertì alla fede cattolica romana, cosa che causò molta tensione nella sua famiglia. Copleston spiegò il suo riconoscimento dell'autorità oggettiva nella Chiesa cattolica:
(Doino, William, Jr., "A Jesuit and His Faith")
Il padre, pur contrario alla sua conversione al cattolicesimo, lo aiutò a completare la sua formazione al St John's College di Oxford, dove studiò dal 1925 al 1929, anno della laurea. Entrò quindi al St Mary's College di New Oscott come seminarista per la diocesi di Clifton,, ma presto si rese conto di non essere adatto a questo tipo di vita.
Nel 1930 entrò a far parte della Compagnia di Gesù. Dopo aver completato il biennio di noviziato a Roehampton, seguì il tradizionale corso di studi per il sacerdozio presso la casa di studi dei Gesuiti a Heythrop, nell'Oxfordshire e nel 1937 vi fu ordinato sacerdote gesuita. Nel 1938 si recò in Germania per completare la sua formazione, tornando in Gran Bretagna poco prima dello scoppio della guerra nel 1939. Il conflitto gli impedì di studiare per il dottorato presso la Pontificia Università Gregoriana a Roma. Accettò quindi di insegnare storia della filosofia ai pochi gesuiti rimasti a Heythrop
Da questo momento in poi, Copleston iniziò a scrivere l’influente serie editoriale intitolata A History of Philosophy (edito dal 1946 al '75), un libro di testo che presenta chiari resoconti della filosofia antica, medievale e moderna. Ancora molto rispettata, la storia di Copleston è stata descritta come "un risultato monumentale" che "rimane fedele agli autori di cui discute, essendo in gran parte un'opera in esposizione".
Copleston raggiunse un certo grado di popolarità nei media per aver discusso dell'esistenza di Dio con Bertrand Russell in una celebre trasmissione della BBC del 1948; l'anno successivo dibatté il positivismo logico e la significatività del linguaggio religioso con il filosofo analitico A.J. Ayer, suo amico.
Per tutto il resto della sua carriera accademica, Copleston accettò numerosi titoli prestigiosi, tra cui quello di professore ospite presso l'Università Gregoriana di Roma, dove trascorse sei mesi all'anno insegnando dal 1952 al 1968. Nel 1970 la casa di studi dei gesuiti di Heythrop fu trasferita a Londra, dove divenne una parte costitutiva dell'Università federale di Londra col nome di Heythrop College. Copleston divenne il rispettato preside del nuovo college dove tenne corsi universitari. La sua incontestabile padronanza della materia conquistò immediatamente la fiducia e il rispetto degli studenti, scelti tra i gesuiti più giovani, i religiosi minori degli ordini religiosi maschili e femminili e alcuni laici. Inoltre, i suoi modi affabili, l'umorismo asciutto e l'immancabile cortesia lo resero popolare. Sempre nel 1970 fu nominato fellow della British Academy e nel 1972 ottenne una cattedra personale presso l'Università di Londra. Nel ’75 fu nominato fellow onorario del St. John's College di Oxford.
Anche dopo il pensionamento ufficiale nel '74, continuò a tenere conferenze. Dal 1974 al 1982 fu professore ospite presso la Santa Clara University, in California, e dal 1979 al 1981, tenne le Gifford Lectures presso l'Università di Aberdeen, in Scozia, che sono state pubblicate col titolo di ‘Religion and the One’’. Queste conferenze furono un tentativo di "esprimere temi perenni nel suo pensiero e più personali che nella sua storia". Verso la fine della sua vita, Copleston ricevette lauree honoris causa da numerose istituzioni, tra cui l'Università di Santa Clara, in California, l'Università di Uppsala e l'Università di St Andrews.
A Copleston fu offerta l'iscrizione al Royal Institute of Philosophy e alla Società Aristotelica. Nel 1993 fu nominato Commendatore dell’Ordine dell'Impero Britannico.
Padre Frederick Copleston morì il 3 febbraio 1994 al St Thomas' Hospital di Londra, all'età di 86 anni.

## Eredità
Oltre alla sua influente History of Philosophy, uno dei contributi più significativi di Copleston alla filosofia moderna fu il suo lavoro sulle teorie di san Tommaso d'Aquino. Egli tentò di chiarire le Cinque Vie come trattate nella ‘Summa theologiae’, introducendo la distinzione fra cause in fieri e cause in esse. Così facendo, Copleston chiarisce che Tommaso d'Aquino voleva proporre il concetto di un Dio onnipresente piuttosto che un essere che avrebbe potuto scomparire dopo aver messo in moto la catena di causa ed effetto.

## Opere
- A History of Philosophy (1946–1975)[7]
- Friedrich Nietzsche: Philosopher of Culture (1942), edizione ampliata; (1975)
- Arthur Schopenhauer: Philosopher of Pessimism (1946)
- Medieval Philosophy (1952), edizione riveduta: A History of Medieval Philosophy (1972)
- Aquinas (1955), ristampa dal 1976 col titolo di Thomas Aquinas
- Logical Positivism - A Debate (with A. J. Ayer) in: Edwards, Paul, Pap, Arthur (eds.), A Modern Introduction to Philosophy (1957)
- Contemporary Philosophy: Studies of Logical Positivism and Existentialism (1956), ripubblicata con un nuovo capitolo iniziale nel 1972
- Religion and Philosophy (1974)
- Philosophers and Philosophies (1976)
- On the History of Philosophy and Other Essays (1979)
- Philosophers and Culture (1980)
- Religion and the One: Philosophies East and West (1982)
- Philosophy in Russia: From Herzen to Lenin and Berdyaev (1986)
- Russian Religious Philosophy (1988)
- Memoirs of a Philosopher (1993)